# Aspidistra fasciaria
Aspidistra fasciaria là một loài thực vật có hoa trong họ Măng tây. Loài này được G.Z.Li mô tả khoa học đầu tiên năm 1999.